# Wilhelm Heiss
Pour les articles homonymes, voir Heiss.
Wilhelm Heiss, plus connu sous le nom de Willi Heiss, né le 6 décembre 1913 à Karlsruhe et porté disparu le 29 mars 1943, est un footballeur allemand naturalisé français évoluant au poste de milieu de terrain.

## Biographie
Soldat de la Légion étrangère à Sidi Bel Abbès, en Algérie française, il poursuit ensuite une carrière de footballeur en s'engageant avec l'Olympique de Marseille où il remporte la Coupe de France de football 1937-1938. Il est naturalisé français le 23 octobre 1938. 
Lors de la débâcle de 1940, il est fait prisonnier par la Wehrmacht avant d'être incorporé à la SG SS Strassburg (association sportive de la Schutzstaffel) avec laquelle il remporte la Gauliga Elsass en 1942. 
Il est ensuite enrôlé de force dans l'Afrikakorps où il meurt au combat alors que l'Olympique de Marseille, de par son réseau d'amitiés en Afrique du Nord, avait préparé un plan d'évasion. Il repose au cimetière militaire allemand de Borj Cédria, en Tunisie.

## Sources
- (fr) Alain Pécheral, La grande histoire de l'OM (Des origines à nos jours), L'Équipe, 2007, 507 p. (ISBN 2916400079), « Raymond Durand, l'homme qui aimait l'OM », p. 108
- (fr) Fiche du joueur sur om1899.com